# Yuka Andō
Yuka Andō (jap. 安藤 友香, Andō Yuka; * 16. März 1994 in Kaizu, Präfektur Gifu) ist eine japanische Leichtathletin, die sich auf den Langstreckenlauf spezialisiert hat.

## Sportliche Laufbahn
Erste internationale Erfahrungen sammelte Yuka Andō bei den Crosslauf-Weltmeisterschaften 2010 in Bydgoszcz, bei denen sie nach 20:22 min den 22. Platz im U20-Rennen belegte. Bei den Halbmarathon-Weltmeisterschaften 2016 in Cardiff gelangte sie nach 1:10:34 h auf Rang zehn und sicherte sich in der Teamwertung die Bronzemedaille hinter den Teams aus Kenia und Äthiopien. Im Jahr darauf wurde sie in 2:21:36 h Zweite beim Nagoya Women’s Marathon und wurde beim Gifu-Seiryū-Halbmarathon in 1:12:12 h Dritte. Im Marathonlauf startete sie im Sommer bei den Weltmeisterschaften in London und lief dort nach 2:31:31 h auf Rang 31 ein. 2018 wurde sie in 2:27:37 h Dritte beim Osaka Women’s Marathon und im Jahr darauf siegte sie in 1:10:34 h beim Niigata-Halbmarathon und wurde Anfang Juli in 1:09:47 h Zweite beim Hakodate-Halbmarathon. 2020 wurde sie in 2:22:41 h Zweite beim Nagoya Women’s Marathon und auch beim Kumamoto-Halbmarathon gelangte sie nach 1:11:09 h auf Rang zwei. 2021 siegte sie in 1:10:10 h beim Niigata-Halbmarathon und startete im August im 10.000-Meter-Lauf bei den Olympischen Sommerspielen in Tokio und klassierte sich dort mit 32:40,77 min auf dem 22. Platz.

## Persönliche Bestzeiten
- 5000 Meter: 15:26,34 min, 20. September 2020 in Kumagaya
- 10.000 Meter: 31:18,18 min, 3. Mai 2021 in Fukuroi
- Halbmarathon: 1:09:38 h, 15. Dezember 2019 in Okayama
- Marathon: 2:21:36 h, 12. März 2017 in Nagoya